# Tapanrejo
Tapanrejo is een bestuurslaag in het regentschap Banyuwangi van de provincie Oost-Java, Indonesië. Tapanrejo telt 7509 inwoners (volkstelling 2010).